# Маядик
Маяди́к (рос. Маядык, башк. Миәҙәк) — село у складі Дюртюлинського району Башкортостану, Росія. Адміністративний центр Маядиківської сільської ради.
Населення — 602 особи (2010; 570 у 2002).
Національний склад:
- марійці — 95 %